# Таор
 Тази статия е за селото в Северна Македония.  За селото в Сърбия вижте Таор (община Валево).  
Таор или книжовно Тавор (на македонска литературна норма: Таор) е село в община Зелениково на Северна Македония.

## География
Селото е разположено в областта Блатия на левия бряг на река Вардар срещу село Орешани, непосредствено преди началото на Таорската клисура на 20 километра югоизточно от столицата Скопие.

## История

### Градище
Край Таор е разположен археологическият обект Градище.

### В Османската империя
В XIX век Таор е село в Скопска каза на Османската империя. Според статистиката на Васил Кънчов („Македония. Етнография и статистика“) от 1900 година Таор (Тавор) е населявано от 110 жители българи християни. Според секретен доклад на българското консулство в Скопие всичките 12 къщи в селото през 1903 година под натиска на сръбската пропаганда в Македония признават Цариградската патриаршия. Според патриаршеския митрополит Фирмилиан в 1902 година в Тавор има 14 сръбски патриаршистки къщи. По данни на секретаря на Българската екзархия Димитър Мишев („La Macédoine et sa Population Chrétienne“) в 1905 година в Тавор има 96 българи екзархисти.

### В Северна Македония
След Междусъюзническата война в 1913 година селото попада в Сърбия.
На етническата си карта от 1927 година Леонард Шулце Йена показва Таор (Taor) като село с неясен етнически състав.
Според преброяването от 2002 година селото има 152 жители – 151 северномакедонци и 1 друг.

## Личности
Родени в Таор
- Юстиниан I (483–565), византийски император - според стари изследвания, според нови източници Таврезиум е идентифициран край Ниш